# Boscarla de Nauru
La boscarla de Nauru (Acrocephalus rehsei) és una espècie d'ocell de la família dels acrocefàlids (Acrocephalidae) que habita zones arbustives de l'illa de Nauru.